# Michael Multhammer
Michael Multhammer (* 27. Dezember 1981 in Erding) ist ein deutscher Literatur- und Kulturwissenschaftler und Professor für Neuere deutsche Literatur an der Universität Siegen.

## Leben
Michael Multhammer legte 2001 sein Abitur am Gymnasium Erding (heute Anne-Frank-Gymnasium) ab. Nach abgeleistetem Zivildienst studierte er Neuere deutsche Literaturwissenschaft, Germanistische Linguistik sowie Philosophie an der Ludwig-Maximilians-Universität München (2003–2008). Von 2009 an war Multhammer Stipendiat des Graduiertenkollegs „Religion und Aufklärung – Heterodoxie, Dissidenz und Subversion 1600–1800“ am Forschungszentrum Gotha für sozial- und kulturwissenschaftliche Studien der Universität Erfurt unter der Leitung von Martin Mulsow. 2012 wurde er mit einer Arbeit zu Gotthold Ephraim Lessings frühen religionsphilosophischen Schriften (Rettungen) zum Dr. phil. promoviert. 2012 bis 2013 war Michael Multhammer Fellow am Center for Advanced Studies der LMU München. Nach Mitarbeiterstellen am Forschungszentrum Gotha sowie im Freiburger SFB 1015 'Muße' erfolgte 2014 der Ruf auf die Juniorprofessur 'Neuere deutsche Literatur: Literatur- und Kulturwissenschaft: Poetik und Pragmatik literarischer Kommunikation.' an die Universität Siegen, die er zum Sommersemester 2015 antrat. Seit 2020 ist er Ordentlicher Universitätsprofessor für Neuere deutsche Literaturwissenschaft an der Universität Siegen. Michael Multhammer ist Teilprojektleiter im DFG Sonderforschungsbereich 1472 ‚Transformationen des Populären‘. Er leitet dort das Projekt C03 ‚Das Populäre der Anderen. Das Vulgäre zwischen Normativität und Zuschreibung‘.

## Forschung
Forschungsschwerpunkte von Michael Multhammer liegen vornehmlich in der Literatur- und Kulturgeschichte der Frühen Neuzeit. Dort interessieren ihn insbesondere poetologische und gattungstheoretische Fragen sowie das weite Feld der frühneuzeitlichen Gelehrtenkultur. Ein weiterer Schwerpunkt bildet das Werk Gotthold Ephraim Lessings, zu dem zahlreiche Publikationen erschienen sind. Neuere Forschungen beschäftigen sich zunehmend mit Gegenwartsliteratur sowie populärkulturellen Fragestellungen.

## Publikationen (Auswahl)
- Lessings Rettungen. Geschichte und Genese eines Denkstils. Berlin/Boston: de Gruyter 2013 (Reihe Frühe Neuzeit 183).
- Johann Georg Pfranger: Der Mönch vom Libanon. Ein Nachtrag zu Nathan der Weise. Und: Über die Auferstehung der Todten. Mit einem Nachwort hrsg. v. von Michael Multhammer, Hannover: Wehrhahn-Verlag 2017.
- Johanne Charlotte Unzer: Versuch in Scherzgedichten. Kommentierte Edition, mit einem Nachwort hrsg. v. Michael Multhammer, Hannover: Wehrhahn-Verlag 2021 (Reihe: Die Anderen Klassiker).
- Gesprächsliteratur und Konversationsöffentlichkeit. Zusammenhänge im späten 17. Jahrhundert. Hannover: Wehrhahn-Verlag 2024.